# Moonflower (album)
Pour les articles homonymes, voir Moonflower.
Albums de Santana
Festival
(1977) Inner Secrets
(1978)
Moonflower est un double album hybride du groupe rock latino Santana, il contient des pièces enregistrées en studio ainsi que d'autres qui proviennent de concerts. Il s'agit donc de leur neuvième album studio et de leur deuxième enregistrement public après Lotus paru en 1973, puisque Live at The Filmore 1968 n'a été publié qu'en 1997.

## Historique
Moonflower, sorti en 1977, est un hybride concert/studio. Contrairement aux autres albums du genre existants, l'album ne contient pas un disque studio et un disque en public mais chacune de ses faces est un habile mélange des deux styles d'enregistrement. Par moments, on a même l'impression que tout le disque est enregistré en public.
Les titres studio ont été enregistrés au CBS à San Francisco (États-Unis) entre 1976 et 1977. Les titres en public proviennent de plusieurs concerts : à l'Olympiahalle Munich, à La foire des vins de Colmar, au pavillon de Paris (Paris) et au Hammersmith Odeon de (Londres) durant l'année 1976.
Un poème du gourou hindou Sri Chinmoy figurait sur l'édition vinyle originale (laquelle proposait d'ailleurs une séparation de pistes pour les doubles titres) : O Master Musician, / Tune me for life again / The awakening of new music / My hearts wants to become. / My life is now mingled / In ecstasy's height. Le surnom de Devadip présent sur cet album lui a été donné par ce gourou ; il signifie « lampe, lumière et œil de Dieu ».

## Liste des titres
Liste du double vinyle originel :
| 1. | Dawn/Go Within (studio)  | Coster, Santana | 2:43 |
| 2. | Let The Children Play    | Santana         | 2:38 |
| 3. | Jugando                  | Santana         | 2:10 |
| 4. | I'll Be Waiting (studio) | Santana         | 5:17 |
| 5. | Zulu (studio)            | Santana, Coster | 3:21 |

| 1. | Bahia (studio)                        | Santana, Coster            | 1:37 |
| 2. | Black Magic Woman/Gypsy Queen         | Green, Szabo               | 6:33 |
| 3. | Dance Sister Dance (Baila Mi Hermana) | Chancler, Coster, Rubinson | 7:46 |
| 4. | Europa (Earth's Cry Heaven's Smile)   | Santana, Coster            | 6:07 |

| 1. | She's Not There (studio)                      | Rod Argent         | 4:08  |
| 2. | Flor D'Luna (Moonflower) (studio)             | Coster             | 4:56  |
| 3. | Soul Sacrifice/Head, Hands & Feet (drum solo) | Santana Band, Lear | 13:59 |

| 1. | El Morocco (studio)        | Coster, Santana       | 5:01  |
| 2. | Transcendance (studio)     | Santana               | 5:13  |
| 3. | Savor/Toussaint L'Overture | Santana Band, Santana | 12:57 |

Sur la réédition CD Columbia Legacy de 2003, trois pièces bonus apparaissent : 
- Black Magic Woman (live single version) - Peter Green - (2:36)
- I'll Be Waiting (single) - C Santana - (3:11)
- She's Not There (single) - Rod Argent - (3:19)

## Musiciens
- Devadip Carlos Santana : guitare, congas, timbales, percussions, chœurs
- Tom Coster : orgue Hammond, piano Yamaha Electric Grand, piano électrique Fender Rhodes, synthétiseurs (Arp Omni, Arp Dgx Pro Soloist, Arp Odyssey, Arp String Ensemble, Mini Moog), vibraphone, marimba, chœurs
- David Margen : basse (chansons studio)
- Pablo Tellez : basse (chansons en public)
- Greg Walker : chant, chœurs
- Graham Lear : batterie, percussions
- Raul Rekow : congas, bongos, surdo, cloche à vache, percussions, chœurs
- Pete Escovedo : timbales, guiro, maracas
- José Chepito Areas : timbales, congas